# Montazeau
Montazeau – miejscowość i gmina we Francji, w regionie Nowa Akwitania, w departamencie Dordogne.
Według danych na rok 1990 gminę zamieszkiwało 267 osób, a gęstość zaludnienia wynosiła 19 osób/km² (wśród 2290 gmin Akwitanii Montazeau plasuje się na 912. miejscu pod względem liczby ludności, natomiast pod względem powierzchni na miejscu 814.).